# ميغيل ميخيا
ميغيل ميخيا (بالإنجليزية: Miguel Mejia)‏ هو لاعب كرة قاعدة أمريكي، ولد في 18 يناير 1988 في بروكلين في الولايات المتحدة.

## وصلات خارجية
- ميغيل ميخيا على موقع دوري كرة القاعدة الرئيسي (الإنجليزية)
- ميغيل ميخيا على موقع الدوري الياباني لكرة القاعدة (الإنجليزية)
- ميغيل ميخيا على موقعبيزبول رفرنس.كوم (الدوري الثانوي) (الإنجليزية)
- ميغيل ميخيا على موقع مشجعي الرسوم البيانية (الإنجليزية)